# Reswitching
In der Volkswirtschaftslehre versteht man unter Reswitching (engl. für „zurück wechseln“), dass unter bestimmten Umständen die Unternehmen zuerst, bei steigenden Löhnen, zu einer anderen Produktionstechnik wechseln, und dann, wenn die Löhne noch weiter steigen, "paradoxerweise" wieder zur ursprünglichen Technik "zurück wechseln". Die Diskussion um dieses Phänomen war auch Teil der sogenannten Kapitalkontroverse.
Die theoretische Möglichkeit von Reswitching wurde von Piero Sraffa entdeckt und als schwerwiegende Kritik an den Grundannahmen der neoklassischen Theorie verwendet. Auf Grundlage einer neoklassischen Produktionsfunktion, etwa einer Cobb-Douglas-Funktion, die auch als Ein-Gut-Parabel kritisiert wird, lässt sich Reswitching nicht darstellen. Dort bedeuten steigende Löhne, dass immer in eine Richtung Arbeit durch Kapital ersetzt, substituiert wird, dass also immer andere Produktionstechniken gewählt werden, die immer weniger arbeitsintensiv sind, dafür immer mehr "kapital"-intensiv. Die Tatsache, dass es theoretisch zu einem Reswitching kommen kann, wird von Kritikern dementsprechend als Widerlegung der neoklassischen Theorie gewertet.

## Das Wachstumsmodell
Die Volkswirtschaft soll aus zwei Abteilungen I und II bestehen, wobei I die Investitionsgüter und II die Konsumgüter für die Arbeiter herstellt. Die Produktionskoeffizienten geben an, wie viel von den verschiedenen Inputs notwendig ist, um eine Einheit eines bestimmten Outputs zu produzieren. Im hiesigen einfachen Fall gibt es nur zwei Outputs {\displaystyle x_{1}}, die Menge der Investitionsgüter, und {\displaystyle x_{2}}, die Menge der Konsumgüter.
Die Produktionskoeffizienten:
- {\displaystyle a_{11}}: Anzahl der Investitionsgüter, um ein Investitionsgut herzustellen.
- {\displaystyle a_{21}}: Anzahl an Arbeitsstunden, um ein Investitionsgut herzustellen.
- {\displaystyle a_{12}}: Anzahl an Investitionsgütern, um ein Konsumgut herzustellen.
- {\displaystyle a_{22}}: Anzahl an Arbeitsstunden, um ein Konsumgut herzustellen.

Die Arbeiter bekommen einen bestimmten Lohn zum Lohnsatz l je Einheit Arbeit, der in Konsumgütern ausgedrückt ist.
- {\displaystyle l\cdot a_{21}}: Anzahl der Konsumgüter, die notwendig ist, um ein Investitionsgut herzustellen.
- {\displaystyle l\cdot a_{22}}: Anzahl der Konsumgüter, die notwendig ist, um ein Konsumgut herzustellen.

Schematisch kann die Volkswirtschaft so dargestellt werden:
|              | Input {\displaystyle x_{1}}       | Input {\displaystyle x_{2}}              | Output                |
| Abteilung I  | {\displaystyle a_{11}\cdot x_{1}} | {\displaystyle a_{21}\cdot l\cdot x_{1}} | {\displaystyle x_{1}} |
| Abteilung II | {\displaystyle a_{12}\cdot x_{2}} | {\displaystyle a_{22}\cdot l\cdot x_{2}} | {\displaystyle x_{2}} |

Die Outputmengen dürfen nicht kleiner sein als die Inputmengen. Soll die Wirtschaft insgesamt und die beiden Abteilungen I und II gleichmäßig mit derselben Rate r wachsen, dann lassen sich zwischen Inputmengen und Outputmengen folgende Gleichungen aufstellen für die beiden Güter der Volkswirtschaft {\displaystyle x_{1}} und {\displaystyle x_{2}}:
- {\displaystyle (a_{11}\cdot x_{1}+a_{12}\cdot x_{2})\cdot (1+r)=x_{1}}
- {\displaystyle (a_{21}\cdot l\cdot x_{1}+a_{22}\cdot l\cdot x_{2})\cdot (1+r)=x_{2}}

Man hat also zwei Gleichungen mit {\displaystyle x_{1}} und {\displaystyle x_{2}}. Aus beiden Gleichungen kann {\displaystyle x_{1}} als Produkt aus {\displaystyle x_{2}} und jeweils einem Ausdruck, der von r und l abhängt, ausgedrückt werden. Sollen beide Gleichungen gelten, gibt es zunächst die triviale Lösung:
{\displaystyle x_{1}=x_{2}=0}.
Um für {\displaystyle x_{1}} und {\displaystyle x_{2}} nicht nur diese triviale Lösung, sondern (unendlich viel) mehr Lösungen zu bekommen, müssen die beiden Ausdrücke in r und l einander gleichgesetzt werden. Man erhält dann eine in (1+r) quadratische Gleichung. Für gegebene Produktionskoeffizienten erhält man dann eine Beziehung zwischen r und l, wobei r umso größer ist, je kleiner l ist.

## Das „Reswitching“
In der neoklassischen Theorie führen steigende Löhne dazu, dass die Unternehmen auf Techniken ausweichen, die weniger Arbeit, dafür mehr Kapital einsetzen, sie weichen auf kapitalintensivere Techniken aus. Dieser Prozess geht nur in eine Richtung. Es gibt in der Neoklassik keinen Grund, weshalb bei weiter steigenden Löhnen wieder eine Technik gewählt werden sollte, die einmal wegen zu hohen Löhnen verlassen worden ist.
Im Modell von Sraffa dagegen ist der Fall denkbar, dass bei steigenden Löhnen zuerst eine Produktionstechnik verlassen wird, und dann bei noch weiter steigenden Löhnen plötzlich wieder gewählt wird. Es wird also bei sehr hohem Lohn zu einer Technik zurückgewechselt ("reswitching"), die früher schon einmal bei steigenden Löhnen, als diese allerdings noch niedriger waren, verlassen worden ist. Im Einzelnen erklärt sich das so:
Eine Technik ist bei Sraffa definiert durch die Größe der Produktionskoeffizienten. Beispielsweise sei eine Technik Nr. 1 gegeben mit:
- {\displaystyle a_{11}=0{,}3}: Anzahl der Investitionsgüter, um ein Investitionsgut herzustellen.
- {\displaystyle a_{21}=0{,}2}: Anzahl an Arbeitsstunden, um ein Investitionsgut herzustellen.
- {\displaystyle a_{12}=0{,}1}: Anzahl an Investitionsgütern, um ein Konsumgut herzustellen.
- {\displaystyle a_{22}=0{,}3}: Anzahl an Arbeitsstunden, um ein Konsumgut herzustellen.

Eine Technik Nr. 2 sei gegeben mit:
- {\displaystyle a_{11}=0{,}2}: Anzahl der Investitionsgüter, um ein Investitionsgut herzustellen.
- {\displaystyle a_{21}=0{,}2}: Anzahl an Arbeitsstunden, um ein Investitionsgut herzustellen.
- {\displaystyle a_{12}=0{,}4}: Anzahl an Investitionsgütern, um ein Konsumgut herzustellen.
- {\displaystyle a_{22}=0{,}2}: Anzahl an Arbeitsstunden, um ein Konsumgut herzustellen.

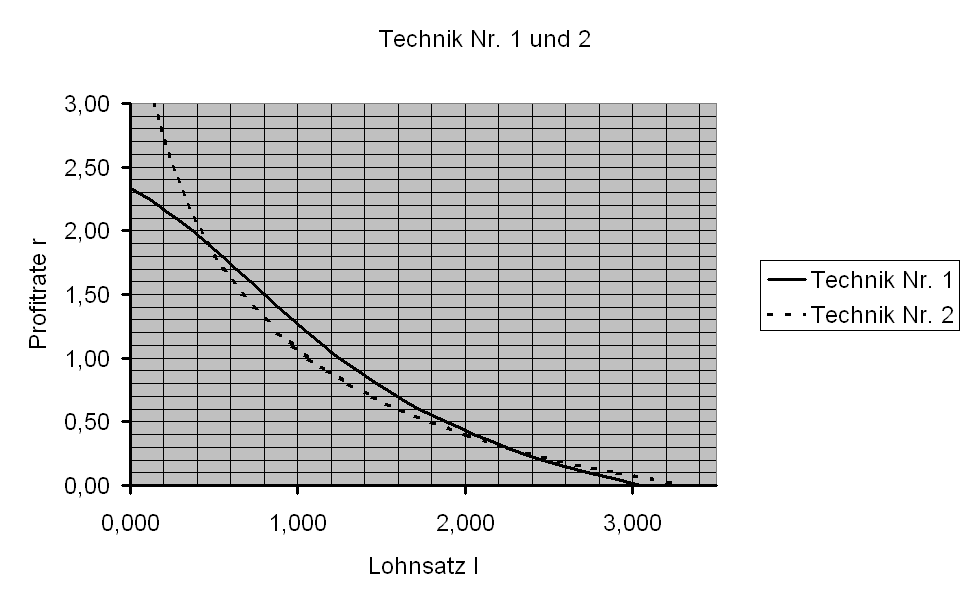
Abbildung der Profitraten-Lohnsatz-Kurven zweier unterschiedlicher nach Sraffa definierten Techniken

Für die beiden Techniken erhält man zwei Kurven Profitrate r in Abhängigkeit vom Lohnsatz l, die in der Abbildung dargestellt sind. Für sehr niedrige Lohnsätze l wird die Volkswirtschaft sich für Technik Nr. 2 entscheiden, weil sie die höhere Profitrate abwirft. Bei steigendem Lohnsatz wird aber schließlich ein Punkt erreicht, wo zur Technik Nr. 1 „geswitcht“, also gewechselt wird, weil 1 jetzt eine höhere Profitrate als 2 abwirft. Steigt der Lohnsatz noch weiter, wird schließlich wieder „zurückgeswitcht“, es wird wieder die Technik Nr. 2 gewählt.
Dieses Reswitching, dass also bei steigendem Lohnsatz plötzlich wieder eine Technik rentabel wird, die schon einmal wegen steigendem Lohnsatz verlassen worden ist, ist in einem neoklassischen Modell mit aggregierter (z. B. Cobb-Douglas) Produktionsfunktion undenkbar.

## Reswitching als Aggregationsproblem
Reswitching kann als Sonderfall des sogenannten Aggregationsproblems betrachtet werden. Hiernach bleiben mikroökonomische Eigenschaften nach Aggregation nicht notwendig auf der Makroebene erhalten (siehe auch Sonnenschein-Mantel-Debreu-Theorem). Aus dieser Sicht besteht die kritische Annahme des Neoklassischen Wachstumsmodells darin, dass es nur ein homogenes Kapitalgut gibt. Analoge Aggregationsprobleme können beim Faktor Arbeit auftreten, der ebenfalls als homogen angenommen wird.